# Benjamin Mielke
Benjamin Mielke (* 6. Februar 1981 in Perleberg) ist ein ehemaliger deutscher Bobfahrer.
Benjamin Mielke, Sportsoldat vom WSV Königssee, war von 2004 bis 2010 im Bobsport aktiv. 2005 war der Anschieber von Karl Angerer deutscher Juniorenmeister im Viererbob, 2006 Vizemeister im Zweier und Dritter im Vierer. 2006 gewann er die Juniorenweltmeisterschaften im Viererbob. Beste Ergebnisse im Seniorenbereich waren der zweite Platz im Vierer beim Weltcup 2007 in Innsbruck/Igls sowie der zwölfte Platz bei den Weltmeisterschaften 2007 in St. Moritz.
Bis zu seinem Wechsel zum Bobsport war Mielke Leichtathlet. 1998 gewann er Silber über 300 m bei den deutschen Juniorenmeisterschaften, 1999 Gold mit der 400-m-Staffel bei den Junioreneuropameisterschaften, Silber über 400 m bei den deutschen Juniorenmeisterschaften und 2001 Bronze bei den deutschen Juniorenmeisterschaften, erneut über 400 Meter.
Nach der aktiven Karriere wurde Mielke Bestatter mit einem eigenen Unternehmen in Bad Reichenhall, Bischofswiesen und Freilassing.